# Oldsmobile
Oldsmobile fue una marca de la industria automotriz estadounidense durante la mayor parte de su existencia, siendo propiedad de General Motors. Fundada por Ransom E. Olds en 1885, la compañía produjo automóviles en Estados Unidos hasta 2004. En sus 107 años de historia fabricó 35 200 000 unidades, incluyendo al menos 14 millones que salieron de su fábrica en Lansing. Cuando cerró sus puertas, era la marca más antigua tras Daimler-Motoren-Gesellschaft, Peugeot y Tatra. Durante su existencia se encontró siempre en un escalón por encima de Chevrolet, pero sin intentar competir con las demás marcas de GM.
También fue la tercera firma de automóviles de lujo de General Motors por detrás de Cadillac y Buick. Estaba por encima de la también cesada seis años más tarde, en 2010, la marca de los famosos deportivos de bajo coste, Pontiac.

## Historia

### Comienzos

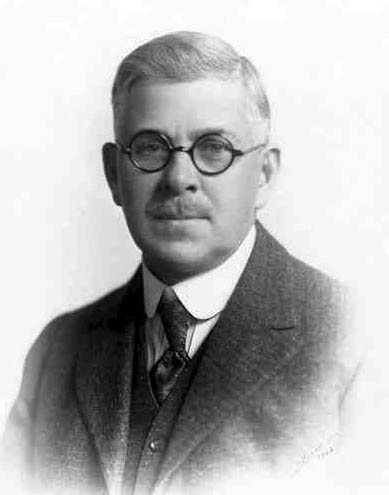
Ransom Eli Olds

Oldsmobile 10HP Tonneau de 1903

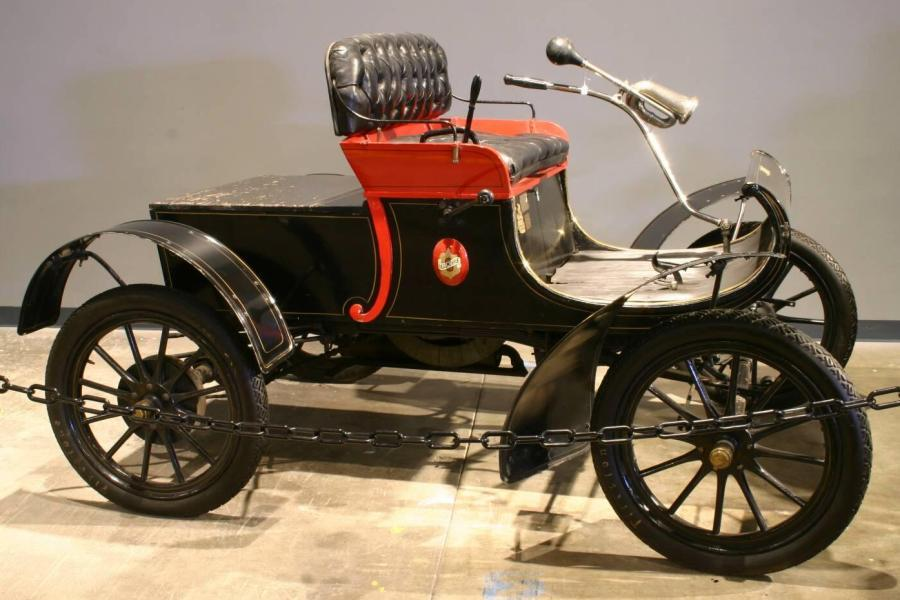
Oldsmobile 7HP Curved-dash runabout de 1903

Los primeros Oldsmobile fueron manufacturados por la Olds Motor Vehicle Company en Lansing, Míchigan, una compañía fundada por Ransom Eli Olds en 1885. En 1900, la compañía produjo 425 coches. Durante unos años la compañía se convirtió en la compañía de mayores ventas en Estados Unidos. Ransom Olds dejó la compañía tras dificultades económicas y creó la REO Motor Car Company. La General Motors adquirió la compañía en 1908.
De 1900 a 1905 el Curved Dash fue el primer coche producido en serie, elaborado mediante producción en cadena sobre una línea de montaje, un invento erróneamente atribuido a Henry Ford y Ford Motor Company. Después de que Olds vendiese la compañía en 1899, esta fue rebautizada como Olds Motor Works y trasladada a una nueva planta en Detroit. En marzo de 1901 la compañía tenía una gran cantidad de material y piezas para producir una gran producción de automóviles en masa, pero el error de un trabajador causó un incendio en el que todos los prototipos se perdieron. El único vehículo que se salvó fue un prototipo de un Curved Dash en el que dos trabajadores salieron huyendo del fuego. Después de este grave incidente se construyó una nueva fábrica y comenzó la fabricación del Curved Dash.
Oficialmente los coches se llamaban "Olds automobiles," coloquialmente conocidos como "Oldsmobiles." 
El modelo Limited Touring de 1910 fue un gran punto a favor para la compañía. Con las clásicas ruedas blancas de la compañía de 42 pulgadas (106,7 cm), se convirtió en el buque insignia de la firma. Costaba alrededor de US$4600 (equivalente a $150 420 en 2023), casi tanto como una casa de tres habitaciones. Los compradores recibían el vehículo tapizado en cuero de cabra con espacio para cinco viajantes. Algunas opciones que se podían añadir al coche eran por ejemplo un velocímetro o un reloj entre otras. También se fabricó una versión limusina con un precio que arribaba a los US$5800 (equivalente a $189 660 en 2023). Aunque solamente se vendieron 725 unidades durante sus tres años de producción, el Limited es recordado por obtener la victoria en una carrera contra el famoso tren 20th Century Limited, un acontecimiento inmortalizado en el cuadro "Setting the Pace" de William Hardner Foster.

### Década de 1930
Desde los años 1930 hasta los años 1990, Oldsmobile utilizó dos dígitos para nombrar a los diferentes modelos que se iban creando. El primer número mostraba el tamaño de la carrocería y el segundo el número de cilindros. Los tamaños de carrocería eran seis, siete, ocho y nueve, incluso se podían comprar vehículos de seis y ocho cilindros.
En 1937, Oldsmobile fue pionera en el uso de una transmisión semiautomática de cuatro velocidades llamada "Automatic Safety Transmission" y, aunque este accesorio fue fabricado por Buick, no sería sino hasta 1938 cuando lo incorporaran a sus coches.

### Década de 1940
Para el modelo de 1940, Oldsmobile fue el primer fabricante en ofrecer una transmisión automática total llamada Hydramatic de cuatro velocidades.
El último coche ensamblado antes de la guerra salió de fábrica el 5 de febrero de 1942. Durante la Segunda Guerra Mundial Oldsmobile produjo grandes cantidades de material militar como pistolas de gran calibre y proyectiles.
La producción se reactivó el 15 de octubre de 1945 con el modelo de 1942 como oferta para 1946.
Oldsmobile volvió a ser pionera en el modelo de 1949, cuando introdujeron su motor V8 que producía mucha más potencia que los demás motores utilizados en la época. El diseño básico de este motor, con unos pequeños cambios y ajustes, fue utilizado hasta que Oldsmobile dejó de fabricar los V8 en 1990.
Durante la guerra, la producción se convirtió en material para el ejército de los Estados Unidos y los primeros automóviles vieron la luz solamente a finales de 1945. La imagen de la compañía en el período de la posguerra de la Segunda Guerra Mundial se asoció con su nuevo motor V8 que ofrecía una potencia mucho mayor que los de la competencia. Oldsmobile también fue conocido por sus innovaciones tales como el techo rígido extraíble, el motor con turbocompresor y tracción delantera, como las que incorporaba el Toronado. Este modelo llegó a un récord de ventas en 1965 con 650 000 unidades vendidas.
Entre los éxitos de la compañía, en 1949 fueron desarrollados nuevos motores V8 de 5 litros (305 plg³) con una potencia de 135 CV (133 HP; 99 kW), que se denominaron Futuramatic Rocket, el cual empleaba el Oldsmobile 98 y todos los de su línea. Tuvo una gran recepción este motor destacando las carreras ganadas en el NASCAR durante los años 1950.

### Décadas de 1950 a 1960

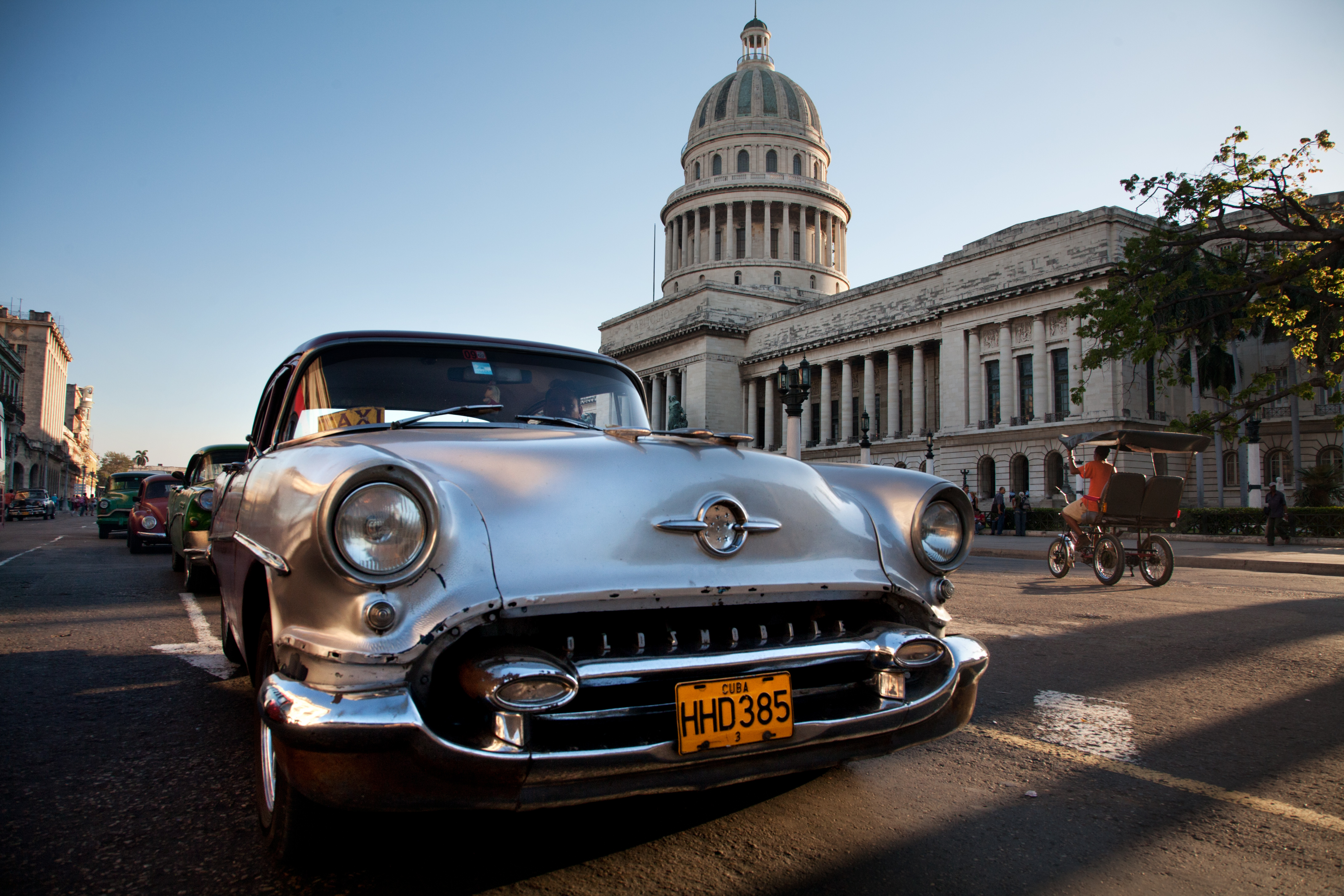
Modelo 1956 en La Habana, Cuba.

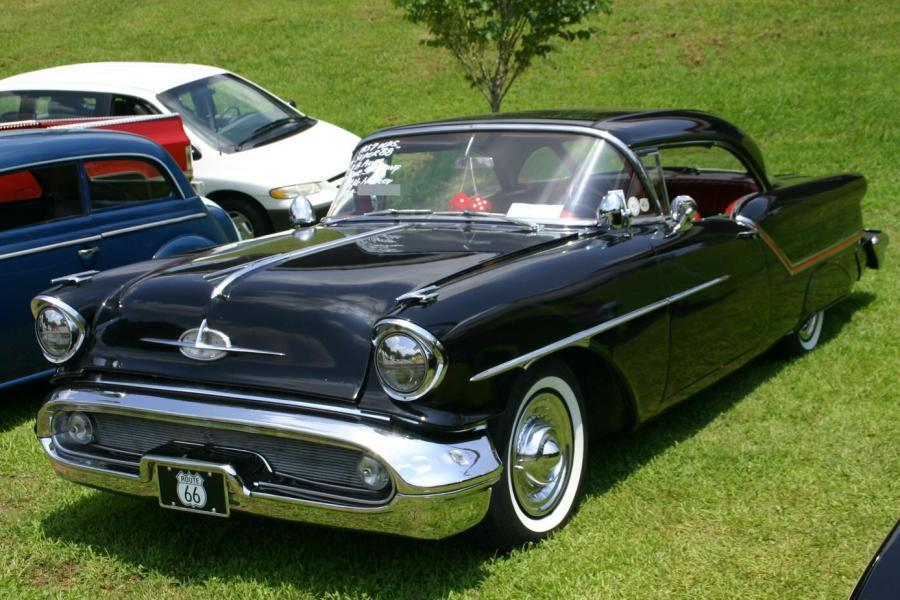
Modelo 1957.

Oldsmobile entró en los años 50 luego de una campaña centrada en sus motores Rocket y la novedosa apariencia de sus autos. Este V8 era el líder en rendimiento, generalmente considerado como el coche más rápido del mercado y, a mediados de la década de 1950, su diseño fue uno de los primeros en ofrecer una amplia parrilla de "morro abierto", sugestiva de motor de reacción. Oldsmobile adoptó un emblema de esfera anillada para enfatizar lo que los mercadólogos sentían era su atractivo universal. A lo largo de la década de 1950, las luces traseras con diseño de dos chorros gemelos utilizados como guiño a su tema "Rocket". Oldsmobile fue una de las primeras divisiones de General Motors en recibir un verdadero techo rígido en 1950 llamado el "coupé de vacaciones", la versión de Buick se llamaba Riviera; y la de Cadillac se llamaba Coupé DeVille, que también estuvo entre las primeros divisiones (junto con Buick y Cadillac) para recibir un parabrisas envolvente, una tendencia que finalmente todas las marcas estadounidenses compartirían en algún momento entre 1953 y 1964. Incorporaron más tarde el nuevo cupé del Oldsmobile 98 de 1954 y el descapotable Starfire un "corte de barrido" delantero y un nuevo diseño de la salpicadera trasera, el cual no aparecerían en un Chevrolet hasta 1956 o en un Pontiac en 1957.
En la década de 1950, la nomenclatura volvió a cambiar y los niveles de recorte también recibieron nombres que luego se aparearon con los números de modelo. Esto resultó en que el Oldsmobile 88 emergiera como sobre las bases Dynamic 88 o el Highline Super 88. Otros nombres de modelo de tamaño completo incluían el "Holiday" usado en modelos hardtop; y el "Fiesta" usado en sus modelos guayín. Cuando el 88 se retiró en 1999 con una edición del 50° aniversario, su duración de servicio fue el nombre de modelo más largo utilizado en los autos estadounidenses después del Chrysler New Yorker. A mediados de 1955 también se introdujo el techo rígido de cuatro puertas Holiday sin soporte, el primero de la industria, junto con Buick.
El estilo de General Motors en su conjunto perdió su estatus de líder en 1957 cuando Chrysler introdujo los diseños de "look forward" de Virgil Exner. Cuando se compara de lado a lado, Oldsmobile parecía anticuado junto a su competidor de precio punta DeSoto. Para complicar el problema de Oldsmobile y Buick, se trató de un error de diseño que GM llamó el "Techo de Strato". Ambas marcas tenían modelos que contenían la ventana trasera fuertemente enmarcada, pero Detroit había estado trabajando con grandes retrovisores curvos durante casi una década. A los consumidores les disgustaba el techo y sus puntos ciegos, lo que obligó a GM a apresurarse a rediseñar la producción de algunos de sus modelos.
El único año de Oldsmobile en la década de 1950 fue 1958. La nación estaba empezando a sentir los resultados de su primera recesión significativa de la posguerra, y las ventas de automóviles de Estados Unidos tuvieron una caída. Oldsmobile, Buick y Cadillac recibieron un cambio radical en lo que se refiere a diseños en 1957. El nuevo Oldsmobile que surgió en 1958 se parecía poco al diseño de sus precursores; en cambio, el automóvil surgió como un "cromomobile" grande y sobrevalorado, que muchos consideraron que tenía un estilo excesivamente ostentoso.
En la parte delantera, todos sus modelos de 1958 recibieron una de las fascias frontales de cuatro cilindros y faros delanteros de General Motors. Desde el borde de los faros brotaba un amplio cinturón compuesto por dos tiras de cromo en 88 regulares, tres tiras en Super 88 y tres tiras, tanto superior e inferior delgada, como interior gruesa en el 98, que terminaban en un punto a mitad cuerpo. La parte inferior de la salpicadera trasera presentaba un grueso estampado de un medio tubo que apuntaba hacia adelante, sobre el cual había un conjunto cromado de cuatro líneas horizontales de velocidad cromadas que terminaban en una barra vertical. La cola del auto presentaba enormes carcasas cromadas verticales. Dos estrellas de cromo se ajustaron a la tapa de la cajuela.
El consultor de diseño de Ford, Alex Tremulis, diseñador del sedán Tucker de 1948, se burló del Oldsmobile de 1958 dibujando caricaturas del auto y colocando notas musicales en el conjunto de las molduras traseras. Otro estilista de Detroit empleado por Ford compró un Oldsmobile usado de 1958 a principios de la década de 1960, viajando diariamente al trabajo. Separó y reordenó las letras de Oldsmobile sobre la rejilla para deletrear slobmodel como un recordatorio para él y sus compañeros de trabajo de lo que significaba el "mal" diseño para sus negocios.
En 1959, los modelos Oldsmobile fueron completamente rediseñados con un motivo de cohete de adelante hacia atrás, ya que la parte superior de las salpicaderas delanteras tenía un cohete de cromo, mientras que las aletas de la carrocería tenían forma de escape de cohete que culminó en una luz trasera superior, siendo cóncavo en los modelos 98 mientras que en los modelos 88 era convexo. Los modelos de 1959 también ofrecían varios tratamientos de techo, como el sedán con pilares con una ventana trasera fastback y el Holiday SportSedan, que era un techo duro sin columnas con techo plano y cristales traseros y traseros envolventes. Los modelos de 1959 se comercializaron como "el aspecto lineal", que también presentaban un velocímetro con gráfico de barras que mostraba un indicador verde a 35 mph (56 km/h), luego cambiaba a naranja hasta 65 mph (105 km/h), luego estaba rojo por encima de eso hasta la velocidad más alta leída por el velocímetro a 120 mph (193 km/h). También estaban disponibles con elevalunas eléctricos.
Los principales modelos de esta época eran:
- 442.
- Cutlass F-85.
- Vista Cruiser.
- Starfire.
- Jetstar I.
- Toronado.

### Décadas de 1970 a 1980
Los modelos de esta época fueron:
- Oldsmobile Cutlass Supreme (1966-1997) - Mayor rendimiento y lujo que los modelos Cutlass S de menor precio; encajan en el extremo inferior del coche de lujo personal mercado. Eran similares al Pontiac Grand Prix, Chevrolet Monte Carlo y Buick Regal.
- Oldsmobile 98 - Sedán de tamaño completo de lujo que se redujo en 1977 y 1985, se convirtió en la rueda delantera de la unidad en 1985.
- Oldsmobile Toronado (1966-1992) - Coupé de lujo personal rediseñado que se redujo en 1986, con respecto del Auto del año Motor Trend de 1966.
- Oldsmobile Omega (1973-1984) - Compacto con sabor europeo basado en el Chevrolet Chevy II / Nova.[cita requerida]
- Oldsmobile Cutlass Calais (1985-1991) - Coupé popular compacto o sedán en la plataforma "N" de GM, similar al Pontiac Grand Am. El nombre de la serie fue tomado de lo que antes era el paquete opcional de alta gama para los modelos Cutlass Supreme.
- Oldsmobile Cutlass Ciera (1982-1996) - Popular de venta de lujo de tamaño medio basado en una plataforma de GM. Durante su ejecución fue el modelo más vendido de Oldsmobile. Es consistentemente clasificada entre los vehículos de más alto rating de J.D. Power and Associates; fue clasificada como la "Mejor en Precio Clase" el 30 de julio de 1992 y la "American-Made coches de alta calificación", el 28 de mayo de 1992. También fue nombrado "Seguro Coche del Año" por la revista Prevención del 6 de marzo de 1992.[cita requerida]
- Oldsmobile Custom Crusier (1971-1992) - Familiar de tamaño completo.
- Oldsmobile Starfire (1975-1980) - Deportivo subcompacto, hatchback similar al Chevrolet Monza, que era en sí mismo basado en el Chevrolet Vega.
- Oldsmobile Firenza (1982-1988) - Sedán compacto, coupé y guayín basado en la plataforma "J" de GM, compartiendo la misma carrocería con el Chevrolet Cavalier, Pontiac Sunbird y Buick Skyhawk.

### Década de 1990
Después del éxito de las décadas de 1970 y 1980, las cosas cambiaron rápidamente para Oldsmobile y, a principios de la década de 1990, la marca había perdido su lugar en el mercado, comprimida entre otras divisiones de GM; y con la competencia de nuevas importaciones de firmas de lujo entre otras como las japonesas Acura, Infiniti y Lexus. General Motors continuó usando Oldsmobile esporádicamente para exhibir sus diseños futuristas y como un «conejillo de Indias» para probar nuevas tecnologías, ofreciendo el Toronado Triumph, que incluía un sistema de instrumentos visuales con calendario, agenda y controles de clima. Para 1995, se presentó el Oldsmobile Aurora, que sería la inspiración para el diseño de sus autos desde mediados de la década de 1990 en adelante. La introducción de la Aurora supuso una renovación en toda la gama de Oldsmobile, la cual sería la última; y que se marcó como el catalizador de General Motors para reubicar a Oldsmobile como un importador exclusivo. En consecuencia, Oldsmobile recibió un nuevo logotipo basado en el ya histórico y familiar "cohete". Casi todos los nombres de modelos existentes fueron gradualmente eliminados: Cutlass Calais en 1991, Toronado y Custom Cruiser en 1992; el buque insignia de la firma, el Oldsmobile 98 y el Ciera (antes Cutlass Ciera) en 1996, Cutlass Supreme en 1997 y, finalmente, el Oldsmobile 88 y Cutlass, que solamente existía desde 1997 a 1999. Fueron reemplazados por modelos más nuevos y modernos con diseños inspirados en el Aurora.

### Los años finales, los 2000

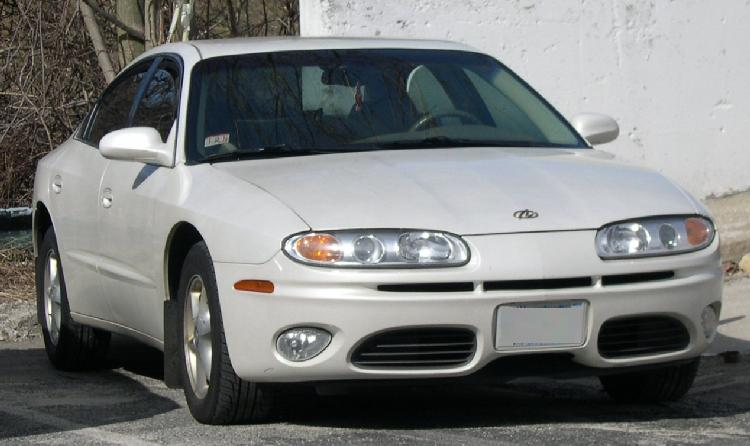
Oldsmobile Aurora de 2003.

A pesar de los éxitos no tan buenos y la renovación a mediados de la década de 2010, un déficit reportado en las ventas y la rentabilidad general llevó a General Motors a anunciar en diciembre del 2000 sus planes para cerrar Oldsmobile. Ese anuncio se reveló oficialmente dos días después de que Oldsmobile distribuyera la Oldsmobile Bravada, que se convirtió en otro golpe crítico para la división y resultó ser su último vehículo en producción. La eliminación gradual se realizó según el siguiente cronograma:
Febrero de 2001: La Bravada, el último modelo nuevo de la compañía, llega a las salas de exposición.
Junio de 2002: Finaliza la producción del Oldsmobile Intrigue y los sedanes V6 del Oldsmobile Aurora.
Marzo de 2003: Termina la producción del sedán Aurora V8.
Enero de 2004: Termina la producción de la Bravada.
Abril de 2004: Termina la producción de autos compactos con el Alero, un sedán de cuatro puertas, que fue firmado por todos los trabajadores de la línea de ensamblaje de Olds. Estaba en exhibición en el Museo del Transpote R. E. Olds en Lansing, Míchigan, hasta la quiebra de General Motors cuando retomaron la posesión del auto. Actualmente está ubicado en GM Heritage Center en Sterling Heights, Míchigan.
Oldsmobile cerró definitivamente sus puertas el 29 de abril del 2004, poniendo fin a más de 100 años de historia.